# Andrew James
Andrew James (...) è un ex giocatore di football americano francese che ha giocato come wide receiver.

## Palmarès
- 1 World Games (2017)
- 1 Europeo (2018)